# Tomasz Dyło
Tomasz Dyło (5. března 1871 Borek Wielki – 28. května 1958 Borek Wielki) byl rakouský politik polské národnosti z Haliče, na počátku 20. století poslanec Říšské rady, v meziválečném období poslanec Sejmu.

## Biografie
Pocházel z rolnické rodiny. Jeho otcem byl zámožný rolník Michał Dyło, který finančně podporoval lednové povstání. Tomasz vychodil národní školu. V domovském Borku Wielkim působil na postu starosty. Inicioval výstavu školy a vznik hasičského sboru. Byl členem okresní zemědělského sdružení v Ropczycích. Od roku 1908 zde byl i členem okresní rady. Byl členem Polské lidové strany, po rozkolu přešel v roce 1913 do Polské lidové strany „Piast”, v níž v roce 1914 a pak v letech 1924–1927 zasedal i v předsednictvu.
Působil také coby poslanec Říšské rady (celostátního parlamentu Předlitavska), kam usedl v doplňovacích volbách do Říšské rady roku 1917, konaných podle všeobecného a rovného volebního práva. Byl zvolen za obvod Halič 43. Nastoupil 30. května 1917 místo poslance Michała Jedynaka. V době svého působení v parlamentu se uvádí jako zemědělec v obci Borek Wielki. Po roce 1917 byl na Říšské radě členem poslaneckého Polského klubu.
Veřejně a politicky činným zůstal i v meziválečném období. Od roku 1919 do roku 1922 byl poslancem polského ústavodárného Sejmu. Zastupoval poslanecký klub Polské lidové strany „Piast”.
V roce 1923 byl členem vedení okresní spořitelny. V roce 1929 se podílel na založení mlékárny v obci Sędziszów Małopolski. V letech 1933–1934 zasedal v městské radě v Ropczycích a zároveň zde byl ředitelem družstevní spořitelny. Sympatizoval tehdy s formací Bezpartyjny Blok Współpracy z Rządem. Za druhé světové války podporoval odboj a v jeho domě byly ukryty zbraně. Po druhé světové válce zasedl na post předsedy okresní rady v Ropczycích. Postupně ale byl vytlačován z politického vlivu a sám se z veřejného života stáhl.